# Jonas Sjölund
Jonas Martin Sjölund, född 10 juli 1830 i Tuna socken, Västernorrlands län, död 22 januari 1916 i Skjöle, Tuna församling, var en svensk hemmansägare och riksdagsman. 
Sjölund var hemmansägare i Tuna församling. Han var ledamot av Sveriges riksdags första kammare 1875–1880 samt 1887–1894, invald i Västernorrlands läns valkrets. Mandatperioden 1882-1884 var han ledamot av andra kammaren, invald i Medelpads västra domsagas valkrets.

## Fotnoter
1. 1 2 3 4 5 6 7 8  Tvåkammar-riksdagen 1867–1970, 1985, Svenskt porträttarkiv: sj9PGLAlnmUAAAAAABgfPA, läst: 16 februari 2022.[källa från Wikidata]
2. 1 2  Sveriges statskalender 1877, Kungliga Vetenskapsakademien, 1876, s. 74, läs onlineläs online, läst: 16 februari 2022.[källa från Wikidata]
3. ↑  Tvåkammar-riksdagen 1867–1970, vol. 5, 1985, s. 255, läst: 23 april 2024.[källa från Wikidata]
4. ↑  Sveriges Dödbok 1901–2009, DVD-ROM, Version 5.00, Sveriges Släktforskarförbund (2010).